# クリストバル・クルス
クリストバル・クルス（Cristóbal Cruz Rivera、1977年5月19日 - ）は、メキシコの男性プロボクサー。チアパス州アリアガ出身。元IBF世界フェザー級王者。

## 来歴
1992年1月17日、プロデビュー。
2002年1月26日、WBCアメリカ大陸フェザー級王座を獲得した。
2006年7月21日、NABO北米フェザー級王者スティーブン・ルエバノ（アメリカ合衆国）に挑戦し、0-3の判定負けで王座獲得ならず。
2006年12月8日、WBCラテンアメリカフェザー級およびWBAフェデセントロスーパーフェザー級王座決定戦でホセ・レイジェス（フィリピン）と対戦し、2-0の判定勝ちで王座を獲得した。
2007年4月13日、CABOFEスーパーフェザー級王者フランシスコ・ロレンソ（ドミニカ共和国）に挑戦し、0-3の判定負けで王座獲得ならず。
2008年3月9日、IBO世界フェザー級王者トーマス・マシャバ（南アフリカ）に挑戦し、2-0の僅差判定勝ちで王座を獲得した。
2008年10月23日、IBF世界フェザー級王座決定戦でオルランド・サリド（メキシコ）と対戦し、2-1の判定勝ちで王座を獲得した。
2009年2月14日、シリル・トーマス（フランス）と対戦し、3-0の判定勝ちで王座の初防衛に成功した。
2010年5月15日、4度目の防衛戦でオルランド・サリド（メキシコ）と対戦し、1-2の判定負けで王座から陥落した。
2012年2月24日、アメリカ合衆国デラウェア州ドーバーのドーバーダウンズホテル&カジノでWBC世界スーパーフェザー級シルバー王者ファン・カルロス・ブルゴス（メキシコ）と対戦し、10回0-3（2者が92-96、90-98）の判定負けを喫し、王座獲得に失敗した。
2012年7月6日、ハードロック・ホテル&カジノでハビエル・フォルトゥナ（ドミニカ共和国）と対戦し、2回2分22秒TKO負けを喫した。
2014年3月15日、チアパス州パレンケで元世界3階級制覇王者フェルナンド・モンティエル（メキシコ）とスーパーフェザー級契約戦を行い、10回0-2（91-97、92-96、94-94）の判定負けを喫した。 
2014年6月27日、チアパス州コミタンでエマヌエル・ロペス（メキシコ）とスーパーフェザー級契約戦を行い、10回判定で引き分けた。
2015年10月30日、フロリダ州オーランドのザ・ベビューでガーボンタ・デービス（アメリカ合衆国）とライト級8回戦を行い、3回1分21秒TKO負けを喫した。
2016年4月2日、カリフォルニア州ポート・ヒューニーメでルイス・ラモス・ジュニア（アメリカ合衆国）とスーパーライト級8回戦を行い、8回0-3の判定負けを喫した。

## 獲得タイトル
- IBO世界フェザー級王座
- 第22代IBF世界フェザー級王座（防衛3度）